# Andraž Kirm
Andraž Kirm, slovenski nogometaš, * 6. september 1984, Ljubljana.

## Klubska kariera
Kirm je začel športno kariero pri Nogometnem klubu Šmartno, leta 2002 pa je prestopil v NK Slovan. Leta 2004 je Slovan zapustil in podpisal pogodbo z ljubljanskim klubom NK Svoboda, kjer je kmalu postal član prve postave. Že poleti 2005 je podpisal pogodbo s prvoligaškim klubom NK Domžale, kjer je v drugem delu sezone 2005/06 postal član prve enajsterice, s katero je v letih 2007 in 2008 osvojil naslov državnega prvaka. Poleti 2008 so se v javnosti pojavile govorice, da naj bi Kirm prestopil k italijanskemu klubu Serie A, Chievo Verona. Kljub govoricam je Kirm ostal v Domžalah. Poleti 2009 je podpisal pogodbo s poljskim prvoligaškim klubom Wisła Kraków. Med letoma 2014 in 2016 je igral za ciprskega prvoligaša Omonia. Od sezone 2016/17 je član Olimpije.

## Reprezentančna kariera
Kirm je za Slovensko nogometno reprezentanco prvič nastopil avgusta 2007 na prijateljski tekmi proti črnogorski nogometni reprezentanci v Podgorici. 

## Dosežki

#### NK Domžale
- Prva slovenska nogometna liga: 2006-07, 2007-08

- Podprvak: Prva Liga 2005-06

- Slovenski Superpokal: 2007

#### Wisła Kraków
- Ekstraklasa: 2010-2011

## Reprezentančni goli
| #  | Datum            | Prizorišče                  | Nasprotnik     | Gol za | Izid | Tekmovanje               |
| -- | ---------------- | --------------------------- | -------------- | ------ | ---- | ------------------------ |
| 1. | 12. avgust 2009  | Ljudski vrt, Maribor        | San Marino     | 3–0    | 5–0  | Kvalifikacije za SP 2010 |
| 2. | 3. marec 2010    | Ljudski vrt, Maribor        | Katar          | 3–0    | 4–1  | Prijateljska tekma       |
| 3. | 4. junij 2010    | Ljudski vrt, Maribor        | Nova Zelandija | 3–1    | 3–1  | Prijateljska tekma       |
| 4. | 29. februar 2012 | ŠRC Bonifika, Koper         | Škotska        | 1–0    | 1–1  | Prijateljska tekma       |
| 5. | 15. avgust 2012  | Stadion Stožice, Ljubljana  | Romunija       | 4–2    | 4–3  | Prijateljska tekma       |
| 6. | 7. junij 2013    | Laugardalsvöllur, Reykjavík | Islandija      | 1–0    | 4–2  | Kvalifikacije za SP 2013 |